# 大地 (DTPシステム)
大地はジャストシステムが開発・販売していた、大型のDTPシステム。すでに販売終了している。印刷業界向けに 大地Pro、オフィス向けに 大地Office の2系統が発売されたが、出力環境の違いでみると3システムがある。

## 概要
キャッチフレーズはSuperDTPで、WYSIWYGの編集環境で組版を行い、イメージセッタやレーザープリンター出力をおこなうことができ、それを版下として印刷工程に回すことができた。接続できるプリンターは専用インターフェースのもののみで、ジャストシステムのロゴと型番がつけられている。
System 90（Proのみ）
System30をベースに開発されたイメージセッタ接続モデル。リョービイマジクスのDP450 または日本活字工業のLinotronic190といったイメージセッタに対応し、専用の高解像度フォントが販売された。価格は200万円であった（イメージセッタ別）。イメージセッタとの接続は専用のSCSIインターフェースである。System 90でイメージセッタに対応したものの、線数のコントロールができないことや回転出力ができないことなどの問題点があった。
System 70（Proのみ）
大地 の最初のモデルである。価格はフルシステムで558万円であった。当初は単に 大地 と呼ばれ、大地Pro となるのは 大地Office の発売以降である。JS-BX701（専用のコントローラーボックス）とJS-VT161（21型白黒高解像度モニター）とJS-LP601（600dpiのプリンター）のセット。1997年4月18日に販売を終了した。
System 30（ProとOffice）
JS-DF301（専用の拡張ボード）とJS-LP401（480dpiのプリンター）のセット。価格はフルシステムで、Proが214万6千円、Officeが99万4千円であった。Office は Proの機能サブセットバージョンであったが、データ構造自体は同一である。ともに1998年3月31日に販売を終了した。

## 仕様
ソフトウェアとしてはMS-DOS上で動作するプログラムで、NECのPC-9801、東芝のJ-3300（J-3100のデスクトップ版）、IBMのPS/55などをベースに、専用のボードなどを組み込んだシステムとして販売されていた。同社のワープロソフトの大地対応版の一太郎DTP、図形描画ソフトの大地対応版の花子DTPも搭載され、それらで作成したデータを大地に取り込んでレイアウトすることができた。PostScript が未発達な発売当初には、いずれ必要になれば PostScript にも対応させる構想も見受けられたが、実現することはなかった。
System 70
PC-9801版、J-3300版 があった。PC-9801版はCバススロット、J-3300版はISAスロットに挿入するインターフェースボード経由でJS-BX701と接続されていた。
System 30
PC-9801版、PS/55版があった。PC-9801版はCバススロット（バスマスター対応）、PS/55版はMCAスロットに対応するJS-DF301がラインアップされていた。PC-9801版およびPS/55版は高解像度表示に対応していた。
System 90 Pro
イメージセッタに対応じて、リョービイマジクスの高解像度フォント（本明朝M、本明朝B、ゴシックM、ゴシックB）または日本活字工業の高解像度フォント（日活明朝体、日活明朝体B、日活ゴシック体、日活ゴシック体B、日活正楷書体）が付属した。Pro System70/30 ではリョービイマジクスの基本フォント（本明朝M、本明朝B、ゴシックM、ゴシックB）、Office では自社ブランドのJS明朝、JSゴシックなどが付属した。オプション書体として、リョービイマジクス書体（本明朝、ゴシック、シリウス、ナウ）、日本活字工業書体（明朝体、ゴシック体、正楷書体、教科書体、丸ゴシック体）、ライノタイプの欧文書体などを扱うことができた。 オプションで写研出力用のSAPLSファイルコンバータ、リョービイマジクスREONET出力用のDP350ファイルコンバータも存在し、写研やリョービイマジクスの出力機を使うことで高精細出力にも対応していた。
のちにWindowsで動作するアプリケーションとして大地IIが作られた（価格は5万8千円）。これは、大地のデータを読み込めるという程度の互換性を持っていたが、「DTPソフト」という視点で見ると互換性は低かった。

## 関連記事
- DTP
- Computer Typesetting System(CTS)